# Historia Bukowska
Historia Bukowska – dzieje miejscowości Bukowsko, znajdującej się w powiecie sanockim w województwie podkarpackim.

## Toponimia
Nazwa wsi pochodzi od polskiej lub ukraińskiej nazwy buka. Najstarsze zapisane nazwy miejscowości Bukowsko to: Bucowsko, Bvkowsko (XV wiek), Bukosko (1785); w brzmieniu ukraińskim: Bukivs’ko (1851); w brzmieniu łemkowskim: Butiwsko, Bukowsko, Bukisko, w jęz. jidysz בוקאווסק Bikofsk. Na radzieckich mapach wojskowych z okresu II wojny światowej jako Буковско.

## Przed rozbiorami
Miejscowość wzmiankowana po raz pierwszy w dokumencie Kazimierza Wielkiego z 1361 jako osada na prawie niemieckim. Zarówno w 1361, jak i w 1468 wzmiankowane jako Bukowsko Inferius. Pierwszymi odnotowanymi sołtysami bukowskimi byli Johannes scultenus de Bukowsko, a następnie Janek scultelo w 1436. Od 1435 Piotr ze Zboisk, Petrus de Boyska, Petrus de Tyrawa, ożeniony z Małgorzatą, 1434-1465 chorąży sanocki, właściciel Zboisk, Wolicy, Bełchówki i Zahoczewia, dziedziczył też Bukowsko.
Od 1477 wieś znalazła się w dobrach, które dzierżawili Jan Herburt z Felsztyna i Odnowa, następnie jego syn Piotr Herburt Felsztyński i potem wnuk Mikołaj Herburt Odnowski z Felsztyna, wojewoda sandomierski. W XV wieku wieś zamieszkiwała w większości ludność polska. W okresie reformacji, za czasów członka wspólnoty braci polskich Jakuba Siemieńskiego, Bukowsko było jednym ze znaczniejszych ośrodków reformacji w regionie. W 1624 nastąpił najazd Tatarów w 1624 roku, w wyniku którego spalono całą wieś z dworem i kościołem, a wielu mieszkańców zostało uprowadzonych w niewolę. Kościół odbudowano w 1710 staraniem właściciela wsi Józefa Ossolińskiego.
W XVIII i XIX wieku było niewielkim miasteczkiem (prawa miejskie uzyskało najprawdopodobniej przed 1748).
Przed rokiem 1716 pomiędzy dolną a górną częścią wsi została lokowana osada targowa, która dała następnie początek osadzie małomiasteczkowej i miastu. W końcu XVIII wieku miejscowość liczyła niespełna 1500 mieszkańców, trudniących się głównie rolnictwem.
Kodeks Dyplomatyczny Małopolski z 1361 wspomina o kościele pw. św. Piotra, który miał kaplicę filialną w miejscowości Wolica, a od 1468 do 1748 należał do łacińskiej parafii w miejscowości Nowotaniec. W roku 1748 Bukowsko dzięki staraniom Ossolińskich uzyskało prawa miejskie oraz przywilej targowy.

## Galicja

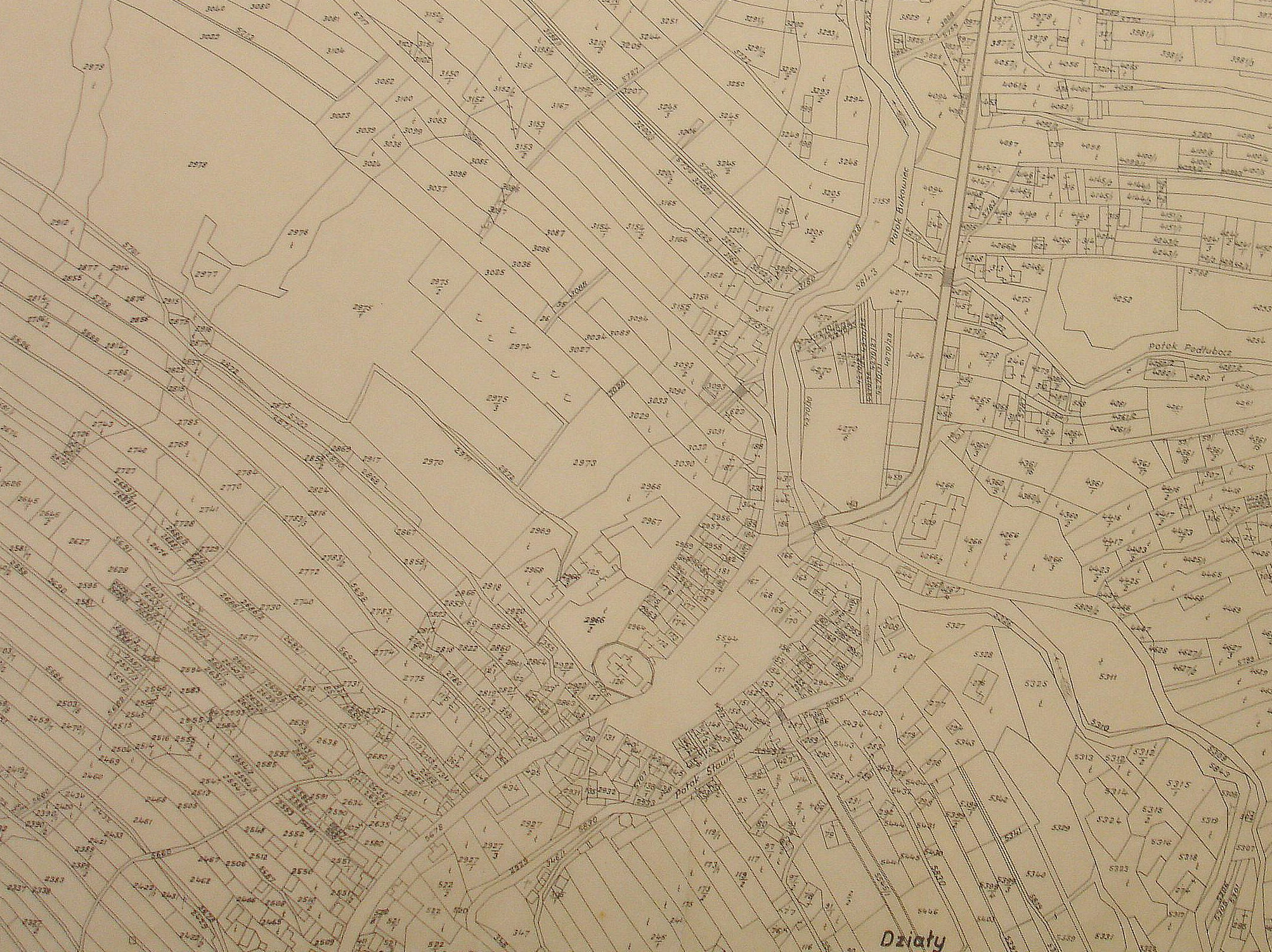
Mapa Bukowska z roku 1906

Do 1772 roku miasteczko należało administracyjnie do ziemi sanockiej województwa ruskiego I Rzeczypospolitej. Po I rozbiorze Polski znalazło się w cyrkule leskim, a następnie w sanockim. Po reformie administracyjnej w 1864 Bukowsko było siedzibą powiatu sądowego w Galicji. W mieście działało 5 kancelarii adwokackich; poza sądem były tu urząd skarbowy, poczta i szkoła. W 1892 w Bukowsku wybuchła cholera.
W 1898 miasto Bukowsko liczyło 1006 mieszkańców (w tym wyznania mojżeszowego 715) i 110 domów, zaś Bukowsko-wieś – 1720 mieszkańców (w tym wyznania rzymskokatolickiego 1604 osoby) i 243 domy. W roku 1898 Gmina Bukowsko liczyła 25 642 osób oraz 3890 domów. W roku 1900 miasto Bukowsko liczyło 991 mieszkańców, natomiast Bukowsko wieś 1830 mieszkańców, na terenie Bukowska w roku tym zamieszkiwało 811 Żydów. Powierzchnia całkowita Bukowska wynosiła w tym czasie 1237 ha. W 1905 Felicja Rotkiewicz posiadała we wsi obszar 86,5 ha. Własność szlachecka (dwór pod nr 219 według numeracji obowiązującej przed rokiem 1946). 

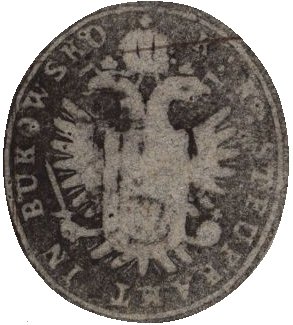
Steueramt in Bukowsko – pieczęć c.k. urzędu skarbowego w Bukowsku, 1852

W okresie I wojny światowej od 8 do 10 maja 1915 Bukowsko było miejscem działań wojennych. Rzeka Wisłok w górnym biegu na odcinku od Odrzechowej do Beska stanowiła  linię oporu wojsk rosyjskich (m.in. kozaków dońskich) przed nacierającymi od zachodu pułkami austriackimi i niemieckimi. W nocy z 9 na 10 maja pułki bośniackie usiłowały kilkakrotnie sforsować Wisłok w Odrzechowej i Besku, w miejscu gdzie rzeka płynie głębokim jarem. Cmentarz i pomnik upamiętniający ofiary wydarzeń z lat I wojny światowej znajduje się w Bukowsku.

## II Rzeczpospolita
W roku 1921 Bukowsko liczyło 409 budynków i 2473 mieszkańców, w tym 2302 Polaków, 44 Rusinów i 800 Żydów. W roku 1931 liczba budynków mieszkalnych wzrosła do 421, a mieszkańców do 2714 (Polaków). Bukowsko było w tym czasie siedzibą gminy zbiorowej. Znajdował się tutaj sąd grodzki z 3 sędziami, notariusz, posterunek policji, poczta, urząd skarbowy, apteka, drogeria i trzech lekarzy.

## II wojna światowa

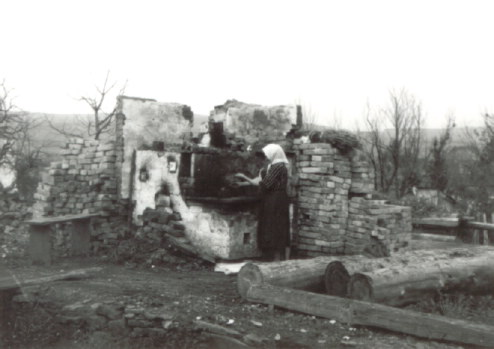
Palone przez UPA w marcu, kwietniu i listopadzie 1946 miasto Bukowsko, zdjęcie z 1946, Sanok

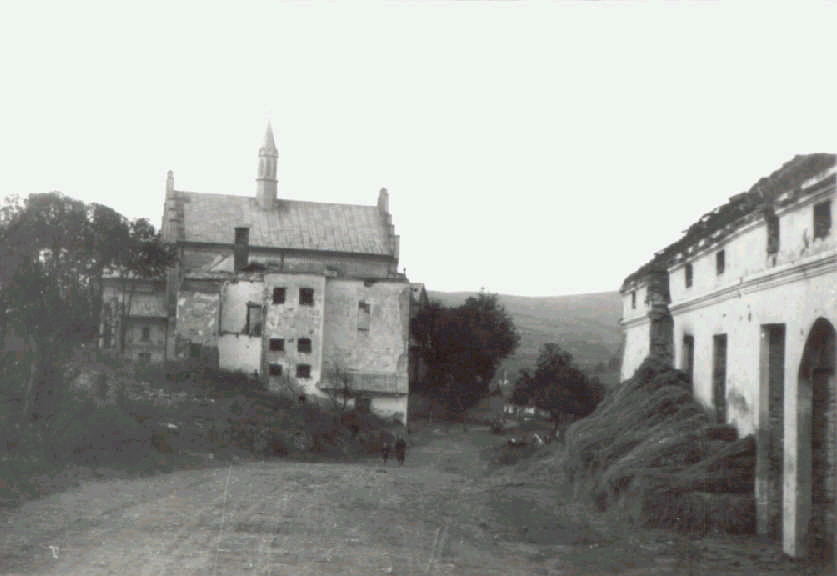
Wypalone budynki po napadzie UPA na miasto, zdjęcie z 1946

Wybuch II wojny światowej ujawnił skrywane dotąd konflikty narodowościowe, jakie istniały tu przed wybuchem wojny. 12 września 1939 po wycofaniu się z Bukowska oddziałów słowackich, koalicjantów III Rzeszy, ludność polska i żydowska stała się obiektem ataków ukraińskich nacjonalistów i popierającej ją ludności W Bukowsku w czasie uroczystości po wkroczeniu Niemców nacjonaliści ukraińscy urządzili następnie okolicznościowe „przechrzczenie” Św. Jana Nepomucena na Iwana.”. Dopiero wkroczenie do miasteczka jednostek Wehrmachtu położyło kres anarchii i pogromom. Kilka miesięcy później administrację w mieście objęli za przyzwoleniem Niemców nacjonaliści ukraińscy. Nowy wójt, Ukrainiec L. Mazur, okazał się aktywnym konfidentem gestapo, znienawidzonym przez Polaków. W okresie okupacji na ludność miejscową denuncjowali przede wszystkim nacjonaliści ukraińscy. 4 marca 1940 na skutek donosów Niemcy urządzili obławę, rewidując każde gospodarstwo i aresztując wielu uczestników konspiracji.
W 1942 ponad 700 żydowskich mieszkańców miasta zostało wywiezionych do obozu w Zasławiu lub zgładzonych w pobliskich lasach. W roku 1943 w Bukowsku mieszkało 2504 Polaków oraz 5 Ukraińców.
Łącznie w latach 1940–1944 w wyniku zbrodni nazistowskich, przy częstym udziale kolaborantów ukraińskich (donosy, aresztowania przez Ukraińską Policję Pomocniczą), zginęło 36 polskich mieszkańców Bukowska.
W okresie wojny mieścił się w Bukowsku sztab niemieckich wojsk okupacyjnych gen. Würtza. W tym też czasie Bukowsko przynależało do placówki nr IV w Nowotańcu, podległej Komendzie Obwodu AK w Sanoku. We wrześniu 1944 podczas operacji dukielsko-preszowskiej w miasteczku stacjonowała niemiecka 68. Dywizja Piechoty (z XXIV Korpusu Pancernego) oraz 96. Dywizja Piechoty pod dowództwem generała porucznika Richarda Wirtza, broniąca pozycji przed nacierającym od wschodu radzieckim 67 Korpusem piechoty oraz 167 i 129 Korpusem strzelców (107 Dywizji Piechoty). Wojska radzieckie zajęły Bukowsko 16 września 1944.

## Okres działalności UPA
Latem 1944 po pierwszych informacjach o akcjach UPA wymierzonych przeciwko ludności polskiej, wójt Mazur został wyrokiem sądu AK zastrzelony. Pierwszy napad UPA na Bukowsko miał miejsce 22 marca 1945, kiedy zlikwidowano posterunek MO. 4/5 kwietnia 1945 roku w kolejnym napadzie spalono większość zabudowań; zabito wówczas 3 osoby oraz zarekwirowano konie, krowy, żywność oraz ubrania i obuwie. Bukowsko było następnie palone przez oddziały UPA trzy razy w marcu, kwietniu i listopadzie 1946 roku. Podczas napadu w nocy z 4 na 5 kwietnia 1946 spalono większość budynków i zabito według różnych źródeł 6 lub 9 Polaków. Po spaleniu wsi jej mieszkańcy zostali w części wysiedleni do północno-zachodnich województw Polski m.in. Namyślina. Miejscowość utraciła prawa miejskie w listopadzie 1946.

## Architektura
Za Herburtów do roku 1577 były tu dwie karczmy z browarami oraz dwa młyny. W roku 1773 rynek miejski w Bukowsku nie był jeszcze do końca zabudowany. Obok domu Lithmana Moszkowica stał dom Wawrzyńca Królickiego, który znajdował się naprzeciwko domu Tobiasza Aronowicza. W środku rynku znajdował się drewniany ratusz. Przy ratuszu czynny był browar oraz słodownia. W roku 1820 ogółem w miasteczku było 49 domów mieszkalnych. Bukowsko według pomiarów sporządzonych w roku 1786 podzielone był na trzy niwy. Niwa pierwsza obejmowała place miejscowe i domowe ogrody. Niwa druga nosiła nazwę Dział i obejmowała grunty do granicy z Nowotańcem na zachodzie na styku z Tokarnią i Wola Piotrową oraz Karlikowem. W niwie drugiej pola orne nazwane były Sanoczkiem. Niwa trzecia o nazwie Łaźniakowa Góra sięgała granicy z Wolicą, Kamiennem, do Bełchówki, dzieliła się na grunty zwane Podwapienne oraz Pasieki podzielone na trzy części każda. W roku 1942 większość, w tym głównie żydowskie domy wokół rynku zostały rozebrane.

## Żydzi
W roku 1921 w Bukowsku mieszkało 650 Żydów, którzy posiadali dwie synagogi w górnej części rynku na tzw. Targowisku, miasto było siedzibą kahału, zdecydowaną przewagę posiadali chasydzi. Kahał bukowski liczył wtedy ok. 1500 wiernych. Do II wojny światowej kolejnymi cadykami z dynastii dynowskiej byli:
- Szlomo Lejb,
- Elizer Weisblum, zwany również jako Elizar Rzeszowski, wcześniej cadyk w Nowym Sączu, następnie przewodniczący sądu rabinackiego w Bukowsku, prawnuk Elimelecha z Leżajska, z uwagi na panujące w mieście animozje między Żydami, będącymi pod wpływem cadyków sadogórskich i sądeckich radykałów, Elizaer przewodniczył gminie tylko 2 lata,
- Meir Jehuda Szapiro, do roku 1908,
- Dawid Szapiro, syn Jehudy, był rabinem w Bukowsku,
- Hersz Lamer Szapiro, syn Dawida, ostatni rabin bukowski, do roku 1942.

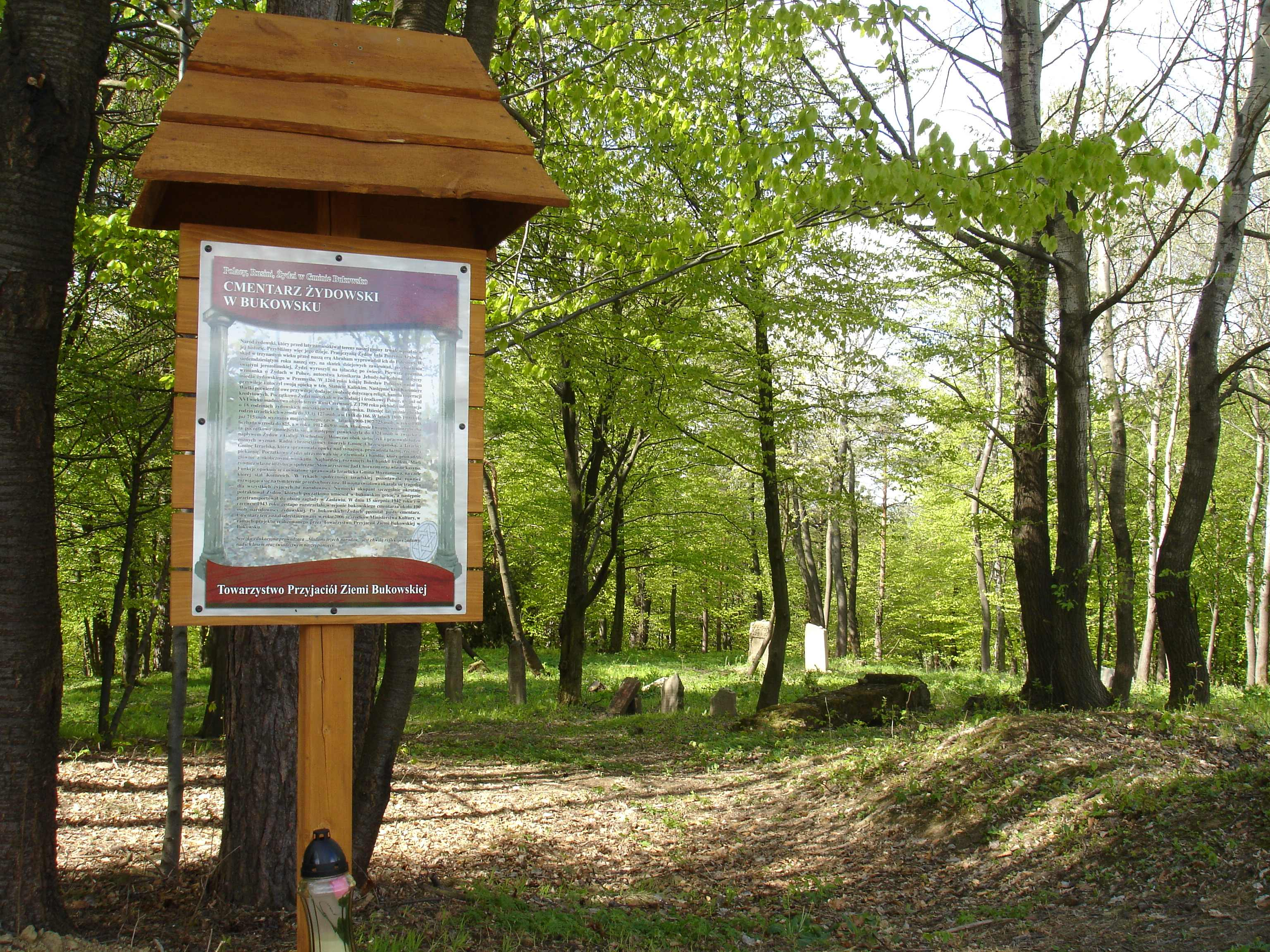
Cmentarz żydowski w Bukowsku

Na terenie miejscowości znajduje się Cmentarz żydowski w Bukowsku

### Synagogi
- Synagoga w Bukowsku
- Synagoga w Bukowsku (ul. Sanocka)

### Pogrom
13 września 1939 Ukraińcy z Woli Sękowej oraz okolicznych wsi dokonali pogromu na żydowskich mieszkańcach miasta, niszczyli ich mieszkania oraz ograbili sklepy żydowskie. Następnie, wiosną 1942 w Bukowsku utworzone zostało getto, w którym znaleźli się Żydzi z Bukowska, Komańczy, Niebieszczan, Nowotańca, Markowiec, Pielni i Tokarni. Getto otoczone było drutem kolczastym. Likwidacja getta nastąpiła 15 października 1942 roku – część Żydów Niemcy stracili na miejscu, a pozostałych ludzi wywieziono do obozu koncentracyjnego w Zasławiu tzw. Zwangsarbeitslager Zaslaw. Łącznie eksterminacji poddano 1500 żydowskich mieszkańców.

## Wyznawcy obrządku greckokatolickiego
Apostolska Administracja Łemkowszczyzny, dekanat bukowski obejmował: Karlików, Przybyszów, Wola Piotrowa, Morochów, Zawadka Morochowska, Nowosielce, Pielnia, Dudyńce, Płonna, Kamienne, Wysoczany, Puławy, Tokarnia, Wisłok Dolny, Wisłok Górny, Wola Sękowa, Nagórzany, Wolica, Bełchówka, Ratnawica.

## Właściciele Bukowska
- Balowie (1366-1474)
  - Piotr Bal ze Zboisk – 1474
- Herburtowie, -1577
  - Jan Herburt de Bruchnal, 1493-
  - Piotr Herburt Odnowski
  - Mikołaj Herburt Odnowski
- Sienieńscy (1577-1613)
  - Jan Sienieński (1577-)
  - Jakub Sienieński (-1613),
- Jasieńscy, 1613 –
- własność dziedziców Nowotańca (-1710)
- Ossolińscy, Stadniccy (1710-1780)
  - 1717 Katarzyna Stadnicka wdowa po Kazimierzu Stadnickim z Nowego Żmigrodu i Leska Stadnickim,
  - 1720 Józef Ossoliński hrabia na Tenczynie, i jego żona Teresa Stadnicka ze Żmigrodu,
  - Franciszek Maksymilian Ossoliński – 1733
  - Józef Ossoliński do 18 września 1780,
  - Anna Teresa Potocka i Józef Potocki dali początek linii łańcuckiej i krzeszowickiej
- 1791 Jan Sielski (Bukowsko, Płonna Kożuszne, Wysoczany, Osławica)
- 1820 Józef Morawski
- Potoccy
- w okresie zaborów Bukowsko zostało przejęte przez rząd austriacki, tzw. dobra kameralne a właściciele zostali spłaceni

## Emigracja
Po roku 1848 nasiliły się procesy migracyjne ludności:
- 1848-1866 na Górne Węgry (okolice Koszyc, Jasova),
- 1866-1914 – emigracja zarobkowa polska i żydowska do USA (okolice Chicago) i Francji,
- okres międzywojenny – rejon Bydgoszczy, Tczewa i Białegostoku,
- okres po II wojnie światowej – Śląsk, głównie województwo opolskie.